# Henk Krijger

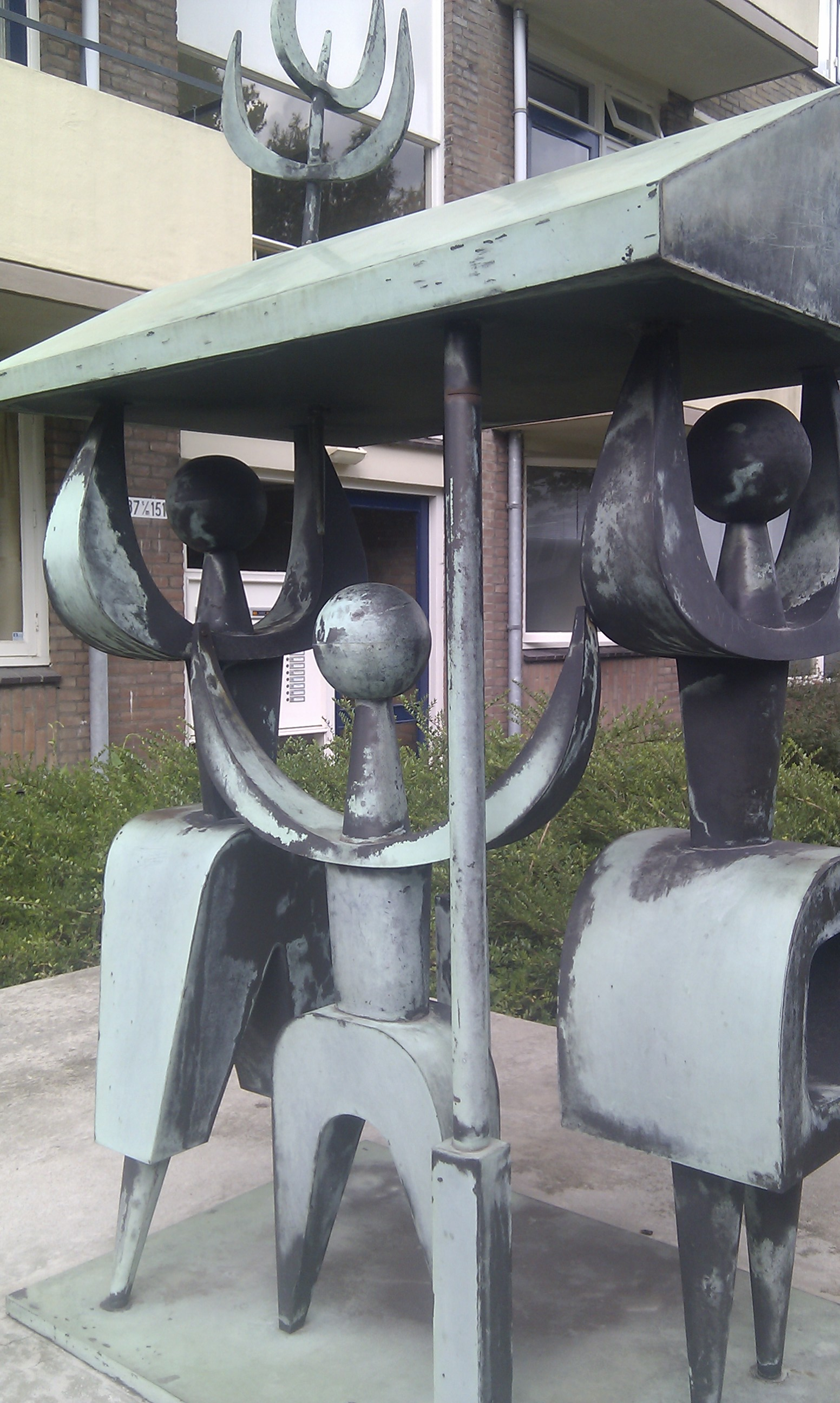
Kunstwerk van Henk Krijger ter ere van de miljoenste naoorlogse woning

Hendrik Cornelis (Henk) Krijger (Karoeni (Indonesië), 19 november 1914 – Breda, 27 september 1979) was een Nederlandse all-round kunstenaar, hij was beeldhouwer, grafisch ontwerper, illustrator, monumentaal kunstenaar, wandschilder, kunstschilder, tekenaar, pastellist, pentekenaar, aquarellist, typograaf, letterontwerper, vervaardiger van mozaïek en docent.
Krijger werkte in Karoeni tot 1928, Amsterdam tot 1952 en Den Haag van 1952 tot 1969, in de Verenigde Staten en Canada van 1969 tot 1973, in Breda van 1974 tot 1979. Hij volgde een opleiding aan het Instituut voor Kunstnijverheidsonderwijs in Amsterdam en het Rijksinstituut tot Opleiding van Tekenleraren.
Hij werkte met ijzer, hout, keramiek, beton, maakte boekillustraties, figuurvoorstellingen, voorstellingen van vissers, naaktfiguren, en beelden. Begin 1945 maakte hij voor De Bezige Bij onder het pseudoniem Lodewijk Brouwer illustraties voor het clandestiene Dagboek onder het kruis van Evert J. Pot, pseudoniem van W.A.P. Smit. Hij was winnaar van de staatsprijs voor boekverzorging in 1948. Krijger maakte voor verschillende protestantse scholen in Den Haag Zuidwest monumentale kunsttoepassingen met een religieuze voorstelling. Zijn beeld Het Gezin werd in 1962 in de wijk Diezerpoort te Zwolle geplaatst voor Hogenkampsweg 139, de miljoenste nieuwbouwwoning die na de Tweede Wereldoorlog werd opgeleverd.
In Amerika hanteerde hij de naam "Senggih", de naam waarmee zijn jeugdvrienden in Karoeni hem aanspraken.
Krijger was lid van de Haagsche Kunstkring, GVN (Grafische Vormgevers Nederland). Hij werd beïnvloed door William Emile Schumacher, Dick Ket, Gustave De Smet, en Permeke.
- Biografisch Portaal: 90256445
- Digitale Bibliotheek voor de Nederlandse Letteren: krij014
- Gemeinsame Normdatei: 141781602
- International Standard Name Identifier: 0000 0001 1935 1298
- Library of Congress Control Number: n90639231
- Nederlandse Thesaurus van Auteursnamen: 067765122
- RKD-Nederlands Instituut voor Kunstgeschiedenis: 46456
- Union List of Artist Names: 500116761
- Virtual International Authority File: 60702702
- WorldCat: E39PBJvRQhqKwDVHRYMPwByPQq